# 堀田隆一
堀田 隆一（ほった りゅういち、1975年〈昭和50年〉 - ）は、日本の言語学者。慶應義塾大学文学部教授（英米文学専攻）。専門は英語史、歴史言語学。

## 来歴
東京外国語大学外国語学部英米語学科卒業（学士）。東京大学大学院総合文化研究科言語情報科学専攻博士課程満期修了（修士）。英国グラスゴー大学英語学研究科博士課程修了（Ph.D.取得）。
神奈川大学経営学部助教（2007年）、中央大学文学部（英語文学文化専攻）助教（2008年）、准教授（2010年）教授（2014年）を経て、2015年より慶應義塾大学文学部教授（英米文学専攻）。
専門は英語史、歴史言語学。
2002年、日本英文学会第25回新人賞佳作受賞 (“The Spread of the s-Plural in Early Middle English: Its Origin and Development.” Studies in English Literature 79.2 (2002): 123-42.) 。
2010年、日本中世英語英文学会松浪奨励賞（佳作）受賞 (The Development of the Nominal Plural Forms in Early Middle English. Tokyo: Hituzi Syobo, 2009.) 。
2013年、近代英語協会優秀学術奨励賞受賞 (“The Diatonic Stress Shift in Modern English.” Studies in Modern English 29 (2013): 1-20.) 。

## 人物
1975年東京生まれ。三児の父。大学時代に一年間休学し、バックパッカーとして世界各地を歩くなかで、英語という言語が世界で意外と通じないということに気づく。帰国後、机上の勉強が恋しくなり、大学院へ進学。英語の不可解な振る舞いを理解し、それを人生の知恵とするためには、英語の歴史の知識が不可欠であると確信するに至る。人生で初めて英語に触れた瞬間から、日本語にはない英語の名詞の複数形という現象に取り憑かれ、2009年に The Development of the Nominal Plural Forms in Early Middle English を出版。同研究は今も進行中。
khelf（慶應英語史フォーラム）の主催者として英語史の研究・教育・啓蒙活動を展開。
英語史に関する話題を提供するブログ「hellog～英語史ブログ」を運営。2009年5月1日より毎日欠かさず更新している。ブログタイトルの「hellog」は「History of the English Language Blog」を略したものである。
音声プラットフォーム Voicyにて「英語の語源が身につくラジオ (heldio)」を運営。2021年6月2日より毎朝６時に英語史に関する話題を提供している。
慶應義塾大学文学部教授の井上逸兵とともに2022年2月26日からYouTubeチャンネル「井上逸兵・堀田隆一英語学言語学チャンネル」を運営（2024年1月24日のライブ配信より「いのほた言語学チャンネル」と改名）。個人のYouTubeチャンネル「heltube」も運営中。

## 著書

### 単著
- The Development of the Nominal Plural Forms in Early Middle English. Hituzi Linguistics in English No.10. Hituzi Syobo. (2009). ISBN 9784894764033
- 『英語史で解きほぐす英語の誤解――納得して英語を学ぶために』』中央大学出版部〈125ライブラリー 005〉、2011年10月。ISBN 9784805727041。
- 『英語の「なぜ？」に答えるはじめての英語史』研究社、2016年12月。ISBN 9784327401689。

### 執筆
- 「書記体系の変遷」『歴史言語学』朝倉書店〈朝倉日英対照言語学シリーズ [発展編] 3〉、2018年3月。ISBN 9784254516333。
- 「意味変化・語用論の変化」『歴史言語学』朝倉書店〈朝倉日英対照言語学シリーズ [発展編] 3〉、2018年3月。ISBN 9784254516333。
- 「英語史における「標準化サイクル」」『言語の標準化を考える 日中英独仏「対照言語史」の試み』大修館書店、2022年6月。ISBN 9784469213911。

### 翻訳
- サイモン・ホロビン『スペリングの英語史』早川書房、2017年9月。ISBN 9784152097040。

### 共著
- 家入葉子、堀田隆一『文献学と英語史研究』開拓社〈最新英語学・言語学シリーズ 21〉、2023年1月。ISBN 9784758914215。
- 唐澤一友、小塚良孝、堀田隆一『英語語源ハンドブック』研究社、2025年6月。ISBN 9784327401818。

### 共編著
- 菊池清明、唐澤一友、堀田隆一、貝塚泰幸『英語史 現代英語の特質を 求めて ―多文化性と国際性―』関西人文科学出版会、2009年4月。ISBN 9784903933344。
- 高田博行、田中牧郎、堀田隆一『言語の標準化を考える 日中英独仏「対照言語史」の試み』大修館書店、2022年6月。ISBN 9784469213911。

## 雑誌
- 「歴史で謎解き 英語のソボクな疑問」『中高生の基礎英語 in English』（2021年4月号～2023年3月号，NHK出版）